# تذكرة سفر

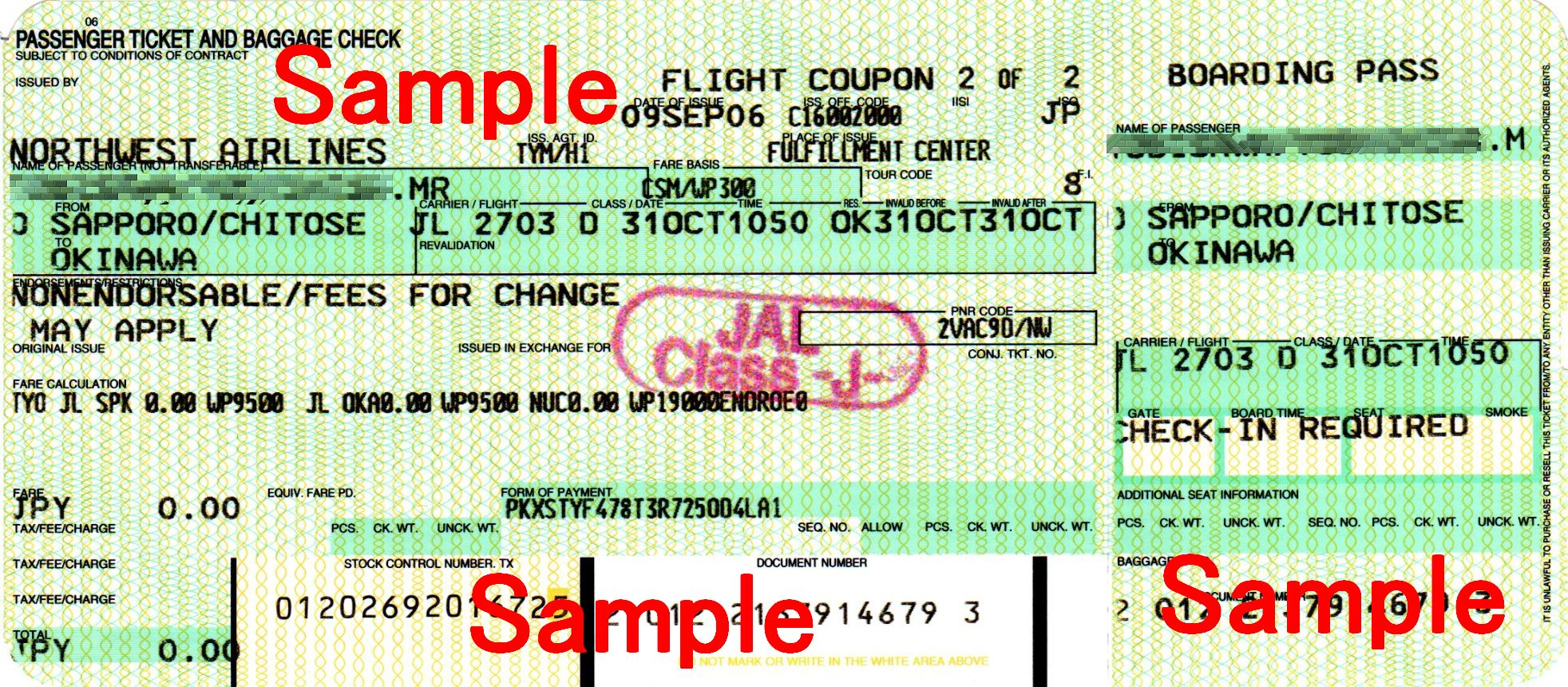

هي عباره عن مستند تقوم من خلاله بالتسجيل للسفر إلى أي مكان حسب رغبة الشخص وبأي وسيلة سواء بالطائرة أو بالباخرة أو بالحافلة.

## البيانات داخل التذكرة
- اسم المسافر
- رقم الحجز ونقاط الإقلاع والوصول
- أرقام سفر (الطيران)
- أصناف أجور الطيران
- تواريخ سفر (الرحلة)
- ساعه الإقلاع
- رمز حالة الحجز
- رمز الأجرة
- عمر التذكرة
- حق الأمتعة المعفية من الأجور
- تاريخ قطع التذكرة / اسم المكتب
- أجور التذكرة والضرائب شكل الدفع
- رقم تسلسل التذكرة